# Aegithalidae
Los egitálidos (Aegithalidae), denominados comúnmente mitos, son una familia de aves perteneciente al orden Passeriformes. Sus miembros tienen picos cortos y con colas de medianas a largas. Hacen nidos en forma de bolsas entretejidas, colgantes de árboles. La mayoría come una dieta mixta que incluye insectos. 

## Géneros
Existen 13 especies distribuidas en 3 géneros:
Aegithalos
- Aegithalos caudatus - mito común;
- Aegithalos glaucogularis - mito gorjigrís;
- Aegithalos leucogenys - mito cariblanco;
- Aegithalos concinnus - mito gorjinegro;
- Aegithalos niveogularis - mito gorjiblanco;
- Aegithalos iouschistos - mito de frentirrufo;
- Aegithalos bonvaloti - mito cejinegro;
- Aegithalos sharpei - mito birmano;
- Aegithalos fuliginosus - mito cuelliblanco;
- Aegithalos exilis - mito pigmeo;

Psaltriparus
- Psaltriparus minimus - mito sastrecillo;

Leptopoecile
- Leptopoecile sophiae - carbonerito de Sophie;
- Leptopoecile elegans - carbonerito elegante.